# 박혜인
박혜인(1993년 9월 6일 ~ )은 대한민국의 농구선수이다. 소속팀은 KB 국민은행 스타즈이다.

## 학력
- 부산 대신초등학교
- 동주여자중학교
- 동주여자고등학교